# 丸岡和佳奈
丸岡 和佳奈（まるおか わかな、1995年5月13日 - ）は、日本の女性声優。東京都出身。WITH LINE所属。

## 経歴
当初は公務員になりたかったが、気づいた時には声優になりたいと思っていたという。アニメもそうだが、フィクションが好きだったため、職業としての声優を知ってから興味が湧いたという。最初は、可愛い役を演じてみたいなどの簡単な理由だったといい、ゲームをしていた姉の横でキャラクターの真似をすることも多かったという。
専門学校 東京声優・国際アカデミーの声優養成科を卒業。WAHO學院を経て、WITH LINEに所属。
2018年6月にマリン・エンタテインメントによって結成された声優ユニット「teaЯLove」（ティアラブ）のメンバー。2022年のラストライブまで約4年半活動を行った。
2024年10月からは、マリン・エンタテインメントによって同じ事務所（WITH LINE）の伊藤ゆいな・入江麻衣子とともに声優ユニット「MerryFave」を結成し、現在活動中である。

## 人物
趣味・長所はゴスロリ、人混みをスムーズに歩く、イラスト。

## 出演
太字はメインキャラクター。

### テレビアニメ
2018年
- はるかなレシーブ（ファン）
- 青春ブタ野郎はバニーガール先輩の夢を見ない（女の子、生徒、女子学生）
- グラゼニ（うぐいす嬢）
- アニマエール!（生徒）

2019年
- B-PROJECT〜絶頂*エモーション〜（社員A）
- なむあみだ仏っ!-蓮台 UTENA-（アナウンサー）
- スタンドマイヒーローズ PIECE OF TRUTH（女子）
- ACTORS -Songs Connection-（遊女）

2020年
- BanG Dream! 3rd Season（ロゼリアファン）
- 魔王城でおやすみ（メイド）

2021年
- ヴィジュアルプリズン（ファン）

2022年
- 終末のハーレム（職員B、女子A）
- ドールズフロントライン（川崎）
- 史上最強の大魔王、村人Aに転生する（イリーナ・リッツ・ド・オールハイド）

2023年
- 老後に備えて異世界で8万枚の金貨を貯めます（ブリッタ）
- 人間不信の冒険者たちが世界を救うようです（女の子）
- 事情を知らない転校生がグイグイくる。（笠原すみれ）

2024年
- 結婚指輪物語（メイド）
- 月刊モー想科学（客、女性）
- アイドルマスター シャイニーカラーズ（杜野凛世） - 2シリーズ
- 転生したら第七王子だったので、気ままに魔術を極めます（2024年 - 2025年、エリス） - 2シリーズ
- 時々ボソッとロシア語でデレる隣のアーリャさん（2024年 - 2026年、周防有希） - 2シリーズ
- ハズレ枠の【状態異常スキル】で最強になった俺がすべてを蹂躙するまで（若い女）
- アクロトリップ（玄実クロマ〈小学生〉）
- 君は冥土様。（女子生徒、子供）

2025年
- 日本へようこそエルフさん。（女性店員、魔導竜の子供たち）
- 阿波連さんははかれない season2（バスガイド）
- ユア・フォルマ（アナウンサー）
- ぬきたし THE ANIMATION（ハモ）

2026年
- リィンカーネーションの花弁（灰都・ルオ・ブフェット）

### 劇場アニメ
- 100日間生きたワニ（2021年、スクリーンのヒロイン）

### Webアニメ
- 夜の国（2021年、琴子[28]）
- タコピーの原罪（2025年、同級生[29]）

### ゲーム
2016年
- 輝星のリベリオン（ソクラテス、デオニュソス）

2017年
- Q&Qアンサーズ（金光明経、アルマゲスト、やまなし）

2018年
- アイドルマスター シャイニーカラーズ（2018年 - 2024年、杜野凛世）
- カンフー娘（雪山鏡花）
- 星界神話 -ASTRAL TALE-（シャーロット）
- イロドリミドリ（葛城華）
- 幻獣契約クリプトラクト（シャンゼリゼ、ムニン）
- 天空のクラフトフリート（ラシオ、ストリウス、ミミア）
- 戦の海賊（ミーア）
- 黒騎士と白の魔王（オディール、雪女）
- 武器よさらば（クルミ）
- ファイトリーグ（おてんば蹴鞠姫 まりりん）
- 編隊少女 -フォーメーションガールズ-（ノーマ・コレット）

2019年
- クイズRPG 魔法使いと黒猫のウィズ（アンゲラ）
- グランドサマナーズ（瑞麗占姫 ティア）
- CHUNITHM（葛城華）
- モンスターストライク（2019年 - 2023年、アクアマリン）

2020年
- 一血卍傑-ONLINE-（カネドウジ）
- オルタンシア・サーガ（リウィア）
- 暁のエピカ -Union Brave-（シャーロット）
- 阿卡迪亞（大島律子）
- クラッシュフィーバー（禹）
- ブレイブソード×ブレイズソウル（天槍カシウス、天帝ユリウス）
- マギアレコード 魔法少女まどか☆マギカ外伝（2020年 - 2023年、有愛うらら）
- 東方LostWord

2021年
- アイドルマスター ポップリンクス（杜野凛世）
- アイドルマスター スターリットシーズン（2021年 - 2022年、杜野凛世）
- きららファンタジア（叢園寺観久）

2022年
- けものフレンズ3（アオツラカツオドリ）
- アリスフィクション（ネウ）
- グリムグリモア OnceMore（ルジェ・ペシェ）
- アズールレーン（レオナルド・ダ・ヴィンチ）
- LOST EPIC（魔女の娘 アルトゥ）

2023年
- ヘブンバーンズレッド（2023年 - 2025年、マユ、砂肝ハツ、調理人）
- World Ⅱ World（クローヌ、プリエラ）
- アイドルマスター シャイニーカラーズ Song for Prism（2023年 - 2024年、杜野凛世）

2024年
- 時々ボソッとロシア語でデレる隣のアーリャさん パズルパーティー！（周防有希）

2025年
- プロジェクトセカイ カラフルステージ! feat. 初音ミク

### ドラマCD
- らせんかいろ〜Step Up〜（2017年、へび）
- 華Doll* 1st season 〜Flowering〜5巻「For...」（女の子他[48]）
- 君の夜に触れる（佳澄母）

### 吹き替え
- レゴ フレンズ（2021年、オリビア）

### ボイスドラマ
- 男子高校生、はじめての 3rdシーズン（女子2、少女）
- 文化放送Ａ＆Ｇ「土岐俊一のボイコネ劇団」
  - 立てこもり（礼子）
  - 同僚が般若の面をつけて出社した件につきまして（佐々木）

### デジタルコミック
- いばら姫（筒井雛、ヤンジャン漫画TV）

### ASMR
- ナイショの関係～雨宮可憐～/耳かき/囁き/添い寝/甘々（2021年、雨宮可憐）
- 「俺の幼馴染がデッッッッかくなりすぎた」（2024年、美濃りりさ）

### 配信番組
- アイドルマスター シャイニーカラーズ はばたきラジオステーション（2018年 - 、ASOBI CHANNEL） - 週替わりパーソナリティ
- Voice-Style「声優ニュースまとめ」（2018年 - 2019年、ニコニコ生放送[49]）9月・11月・1月キャスター
- 丸岡和佳奈のはじめまして♩（2019年、JFN PARK）※全4回配信
- 清野茂樹のGJスタイルズ （2019年11月6日 -  2020年1月8日、ニコニコ生放送、YouTube Live）ゲームプレイヤー[50]※全8回
- 芝崎典子と丸岡和佳奈のチョクラジ！（2020年 - 、チョクメ！）
- 丸岡和佳奈のゲームでカンパイ♡（2020年-、ボイスアリーナ）
- 丸岡和佳奈・菅沼千紗の和び紗び じゅーおーむじん（2020年6月9日 - 、ニコニコ生放送）[51]
- 丸岡和佳奈の ごめんあそばせ〇〇さん（2020年 - 2024年、ニコニコ生放送・YouTube Live）

### 舞台
- 放課後ワンダーランド（2017年9月28日 - 10月1日、上野ストアハウス）- 秋元友香

### 映像商品
- 「THE IDOLM@STER SHINY COLORS 1stLIVE FLY TO THE SHINY SKY」Blu-ray（2019年）[52]
- バンダイナムコエンターテインメントフェスティバル 2days LIVE Blu-ray（2020年）[53]
- 「THE IDOLM@STER SHINY COLORS MUSIC DAWN」Blu-ray（2021年）[54]
- 「THE IDOLM@STER SHINY COLORS 2ndLIVE STEP INTO THE SUNSET SKY」Blu-ray（2021年）[55]
- 「THE IDOLM@STER SHINY COLORS 3rdLIVE TOUR PIECE ON PLANET / NAGOYA / TOKYO / FUKUOKA」Blu-ray（2022年）[56]  [57]  [58]
- 「THE IDOLM@STER SHINY COLORS 4thLIVE 空は澄み、今を越えて。」Blu-ray（2022年）[59]
- バンダイナムコエンターテインメントフェスティバル 2nd 2days LIVE Blu-ray（2023年）[60]
- THE IDOLM@STER M@STERS OF IDOL WORLD!!!!! 2023 Blu-ray PERFECT BOX!!!!!（2023年）[61]
- 「THE IDOLM@STER SHINY COLORS 5thLIVE If I_wings.」Blu-ray（2023年）[62]
- 283PRODUCTION SOLO PERFORMANCE LIVE「我儘なまま」Blu-ray（2024年）[63]
- THE IDOLM@STER SHINY COLORS 5.5th Anniversary LIVE「星が見上げた空」Blu-ray（2024年）[64]
- 「異次元フェス アイドルマスター★♥ラブライブ！歌合戦」Blu-ray（2024年）[65]

### その他コンテンツ
- LINEスタンプ『アイドルマスター シャイニーカラーズ』（2019年 - 2020年、杜野凛世） - 2作品

## ディスコグラフィ

### キャラクターソング
| 発売日   | 商品名                                                                               | 歌 | 楽曲 | 備考                                                                             |
| 2018年   | 2018年                                                                               | 2018年 | 2018年 | 2018年                                                                           |
| -------- | ------------------------------------------------------------------------------------ | --- | --- | -------------------------------------------------------------------------------- |
| 6月6日   | THE IDOLM@STER SHINY COLORS BRILLI@NT WING 01 Spread the Wings!!                     | シャイニーカラーズ | 「Spread the Wings!!」 「Multicolored Sky」 | ゲーム『アイドルマスター シャイニーカラーズ』テーマソング                        |
| 9月5日   | THE IDOLM@STER SHINY COLORS BRILLI@NT WING 04 夢咲きAfter school                     | 放課後クライマックスガールズ | 「夢咲きAfter school」 「太陽キッス」 「Spread the Wings!!」 | ゲーム『アイドルマスター シャイニーカラーズ』関連曲                              |
| 12月19日 | THE IDOLM@STER SHINY COLORS SE@SONAL WINTER                                          | シャイニーカラーズ | 「SNOW FLAKES MEMORIES」 「Let's get a chance」 | ゲーム『アイドルマスター シャイニーカラーズ』関連曲                              |
| 2019年   |                                                                                      | | |                                                                                  |
| 3月9日   | THE IDOLM@STER SHINY COLORS SOLO COLLECTION -1stLIVE FLY TO THE SHINY SKY-           | 杜野凛世（丸岡和佳奈） | 「夢咲きAfter school」 | ゲーム『アイドルマスター シャイニーカラーズ』関連曲                              |
| 4月10日  | THE IDOLM@STER SHINY COLORS FR@GMENT WING 01                                         | シャイニーカラーズ | 「Ambitious Eve」 「いつか Shiny Days」 | ゲーム『アイドルマスター シャイニーカラーズ』関連曲                              |
| 7月10日  | THE IDOLM@STER SHINY COLORS FR@GMENT WING 04                                         | 放課後クライマックスガールズ | 「ビーチブレイバー」 「よりみちサンセット」 「Ambitious Eve」 | ゲーム『アイドルマスター シャイニーカラーズ』関連曲                              |
| 8月18日  | THE IDOLM@STER SHINY COLORS SOLO COLLECTION -SUMMER PARTY 2019-                      | 杜野凛世（丸岡和佳奈） | 「太陽キッス」 | ゲーム『アイドルマスター シャイニーカラーズ』関連曲                              |
| 12月18日 | THE IDOLM@STER SHINY COLORS FUTURITY SMILE                                           | シャイニーカラーズ | 「FUTURITY SMILE」 「Spread the Wings!!」 | ゲーム『アイドルマスター シャイニーカラーズ』関連曲                              |
| 2020年   |                                                                                      | | |                                                                                  |
| 2月12日  | THE IDOLM@STER SHINY COLORS SWEET♡STEP                                               | シャイニーカラーズ | 「SWEET♡STEP」 「Multicolored Sky」 | ゲーム『アイドルマスター シャイニーカラーズ』関連曲                              |
| 3月21日  | THE IDOLM@STER SHINY COLORS SOLO COLLECTION -SPRING PARTY 2020-                      | 杜野凛世（丸岡和佳奈） | 「ビーチブレイバー」 | ゲーム『アイドルマスター シャイニーカラーズ』関連曲                              |
| 4月8日   | THE IDOLM@STER SHINY COLORS GR@DATE WING 01                                          | シャイニーカラーズ | 「シャイノグラフィ」 「Dye the sky.」 | ゲーム『アイドルマスター シャイニーカラーズ』関連曲                              |
| 7月29日  | THE IDOLM@STER SHINY COLORS SOLO COLLECTION -2ndLIVE STEP INTO THE SUNSET SKY-       | 杜野凛世（丸岡和佳奈） | 「よりみちサンセット」 | ゲーム『アイドルマスター シャイニーカラーズ』関連曲                              |
| 10月31日 | THE IDOLM@STER SHINY COLORS SOLO COLLECTION -MUSIC DAWN-                             | 杜野凛世（丸岡和佳奈） | 「SNOW FLAKES MEMORIES」 | ゲーム『アイドルマスター シャイニーカラーズ』関連曲                              |
| 11月18日 | THE IDOLM@STER SHINY COLORS GR@DATE WING 04                                          | 放課後クライマックスガールズ | 「五ツ座流星群」 「学祭革命夜明け前」 「シャイノグラフィ」 | ゲーム『アイドルマスター シャイニーカラーズ』関連曲                              |
| 2021年   |                                                                                      | | |                                                                                  |
| 2月17日  | THE IDOLM@STER SHINY COLORS COLORFUL FE@THERS -Luna-                                 | Team.Luna | 「リフレクトサイン」 | ゲーム『アイドルマスター シャイニーカラーズ』関連曲                              |
| 2月17日  | THE IDOLM@STER SHINY COLORS COLORFUL FE@THERS -Luna-                                 | 杜野凛世（丸岡和佳奈） | 「常咲の庭」 | ゲーム『アイドルマスター シャイニーカラーズ』関連曲                              |
| 3月5日   | Road without Road                                                                    | HaNaMiNa | 「Road without Road」 | 『イロドリミドリ』関連曲                                                         |
| 4月14日  | THE IDOLM@STER SHINY COLORS L@YERED WING 01                                          | シャイニーカラーズ | 「Resonance⁺」 「Color Days」 | ゲーム『アイドルマスター シャイニーカラーズ』関連曲                              |
| 4月24日  | THE IDOLM@STER SHINY COLORS SOLO COLLECTION -3rdLIVE TOUR PIECE ON PLANET / TOKYO-   | 杜野凛世（丸岡和佳奈） | 「五ツ座流星群」 | ゲーム『アイドルマスター シャイニーカラーズ』関連曲                              |
| 5月29日  | THE IDOLM@STER SHINY COLORS SOLO COLLECTION -3rdLIVE TOUR PIECE ON PLANET / FUKUOKA- | 杜野凛世（丸岡和佳奈） | 「学祭革命夜明け前」 | ゲーム『アイドルマスター シャイニーカラーズ』関連曲                              |
| 7月14日  | THE IDOLM@STER SHINY COLORS L@YERED WING 04                                          | 放課後クライマックスガールズ | 「クライマックスアイランド」 「拝啓タイムカプセル」 「Resonance⁺」 | ゲーム『アイドルマスター シャイニーカラーズ』関連曲                              |
| 10月6日  | THE IDOLM@STER STARLIT SEASON 00 GR@TITUDE                                           | Project LUMINOUS | 「GR@TITUDE」 | ゲーム『アイドルマスター スターリットシーズン』関連曲                            |
| 10月6日  | THE IDOLM@STER STARLIT SEASON 00 GR@TITUDE ランティス盤                              | シャイニーカラーズ | 「GR@TITUDE」 | ゲーム『アイドルマスター スターリットシーズン』関連曲                            |
| 12月1日  | THE IDOLM@STER STARLIT SEASON 01                                                     | Project LUMINOUS | 「THE IDOLM@STER」 | ゲーム『アイドルマスター スターリットシーズン』関連曲                            |
| 12月1日  | THE IDOLM@STER STARLIT SEASON 01                                                     | 765PRO ALLSTARS、シャイニーカラーズ | 「Spread the Wings!!」 | ゲーム『アイドルマスター スターリットシーズン』関連曲                            |
| 2022年   |                                                                                      | | |                                                                                  |
| 1月19日  | THE IDOLM@STER STARLIT SEASON 02                                                     | 765PRO ALLSTARS、シャイニーカラーズ | 「READY!!」 | ゲーム『アイドルマスター スターリットシーズン』関連曲                            |
| 1月19日  | THE IDOLM@STER STARLIT SEASON 02                                                     | シャイニーカラーズ | 「Multicolored Sky」 | ゲーム『アイドルマスター スターリットシーズン』関連曲                            |
| 2月14日  | THE IDOLM@STER SHINY COLORS SOLO COLLECTION -L@YERED WING part 1-                    | 杜野凛世（丸岡和佳奈） | 「クライマックスアイランド」 | ゲーム『アイドルマスター シャイニーカラーズ』関連曲                              |
| 2月14日  | THE IDOLM@STER SHINY COLORS SOLO COLLECTION -L@YERED WING part 2-                    | 杜野凛世（丸岡和佳奈） | 「拝啓タイムカプセル」 | ゲーム『アイドルマスター シャイニーカラーズ』関連曲                              |
| 3月2日   | THE IDOLM@STER STARLIT SEASON 03                                                     | シャイニーカラーズ | 「Ambitious Eve」 | ゲーム『アイドルマスター スターリットシーズン』関連曲                            |
| 3月2日   | THE IDOLM@STER STARLIT SEASON 03                                                     | 如月千早（今井麻美）、秋月律子（若林直美）、三浦あずさ（たかはし智秋）、四条貴音（原由実）、神崎蘭子（内田真礼）、最上静香（田所あずさ）、白石紬（南早紀）、白瀬咲耶（八巻アンナ）、杜野凛世（丸岡和佳奈）、奥空心白（田中あいみ）                                       | 「アイシテの呪縛〜Je vous aime〜」 | ゲーム『アイドルマスター スターリットシーズン』関連曲                            |
| 4月13日  | THE IDOLM@STER STARLIT SEASON 04                                                     | 如月千早（今井麻美）、秋月律子（若林直美）、三浦あずさ（たかはし智秋）、四条貴音（原由実）、神崎蘭子（内田真礼）、高垣楓（早見沙織）、最上静香（田所あずさ）、白石紬（南早紀）、白瀬咲耶（八巻アンナ）、杜野凛世（丸岡和佳奈）、奥空心白（田中あいみ）、玲音（茅原実里） | 「ダンス・ダンス・ダンス」 | ゲーム『アイドルマスター スターリットシーズン』関連曲                            |
| 4月13日  | THE IDOLM@STER STARLIT SEASON 04                                                     | Project LUMINOUS、DIAMANT | 「GR＠TITUDE」 | ゲーム『アイドルマスター スターリットシーズン』関連曲                            |
| 4月13日  | THE IDOLM@STER SHINY COLORS PANOR@MA WING 01                                         | シャイニーカラーズ | 「虹の行方」 「Daybreak Age」 | ゲーム『アイドルマスター シャイニーカラーズ』関連曲                              |
| 4月23日  | THE IDOLM@STER SHINY COLORS Synthe-Side 02                                           | 放課後クライマックスガールズ、ノクチル | 「相合学舎」 | ゲーム『アイドルマスター シャイニーカラーズ』関連曲                              |
| 4月23日  | THE IDOLM@STER SHINY COLORS Synthe-Side 02                                           | 杜野凛世（丸岡和佳奈） | 「相合学舎」 | ゲーム『アイドルマスター シャイニーカラーズ』関連曲                              |
| 7月13日  | THE IDOLM@STER SHINY COLORS PANOR@MA WING 04                                         | 放課後クライマックスガールズ | 「一閃は君が導く」 「キャットスクワッド」 「虹の行方」 | ゲーム『アイドルマスター シャイニーカラーズ』関連曲                              |
| 8月22日  | 演葬                                                                                 | 午前0時のフォークロア | 「演葬」 | ゲーム『マギアレコード 魔法少女まどか☆マギカ外伝』関連曲                         |
| 12月7日  | THE IDOLM@STER SHINY COLORS OFF VOCAL COLLECTION 02                                  | Team.Luna | 「リフレクトサイン」 | ゲーム『アイドルマスター シャイニーカラーズ』関連曲                              |
| 2023年   |                                                                                      | | |                                                                                  |
| 1月18日  | THE IDOLM@STER SHINY COLORS WING COLLECTION -A side-                                 | シャイニーカラーズ | 「Spread the Wings!! -25 colors-」 「Ambitious Eve -25 colors-」 「シャイノグラフィ -25 colors-」 「Resonance⁺ -25 colors-」 「SNOW FLAKES MEMORIES -25 colors-」 「FUTURITY SMILE -25 colors-」 | ゲーム『アイドルマスター シャイニーカラーズ』関連曲                              |
| 2月8日   | THE IDOLM@STER SHINY COLORS WING COLLECTION -B side-                                 | シャイニーカラーズ | 「Multicolored Sky -25 colors-」 「いつか Shiny Days -25 colors-」 「Dye the sky. -25 colors-」 「Color Days -25 colors-」 「Let's get a chance -25 colors-」 「SWEET♡STEP -25 colors-」         | ゲーム『アイドルマスター シャイニーカラーズ』関連曲                              |
| 2月11日  | THE IDOLM@STER SHINY COLORS SOLO COLLECTION -M@STERS OF IDOL WORLD!!!!! 2023-        | 杜野凛世（丸岡和佳奈） | 「Let’s get a chance」 | ゲーム『アイドルマスター シャイニーカラーズ』関連曲                              |
| 3月18日  | THE IDOLM@STER SHINY COLORS SOLO COLLECTION -5thLIVE If I_wings. part1-              | 杜野凛世（丸岡和佳奈） | 「一閃は君が導く」 | ゲーム『アイドルマスター シャイニーカラーズ』関連曲                              |
| 3月18日  | THE IDOLM@STER SHINY COLORS SOLO COLLECTION -5thLIVE If I_wings. part2-              | 杜野凛世（丸岡和佳奈） | 「キャットスクワッド」 | ゲーム『アイドルマスター シャイニーカラーズ』関連曲                              |
| 6月14日  | THE IDOLM@STER SHINY COLORS “CANVAS” 03                                              | 放課後クライマックスガールズ | 「ハナサカサイサイ」 「全力アンサー」 「ひめくりモザイク」 | ゲーム『アイドルマスター シャイニーカラーズ』関連曲                              |
| 7月22日  | THE IDOLM@STER SHINY COLORS SOLO COLLECTION -SOLO PERFORMANCE LIVE 我儘なまま Luna-  | 杜野凛世（丸岡和佳奈） | 「リフレクトサイン」 | ゲーム『アイドルマスター シャイニーカラーズ』関連曲                              |
| 10月18日 | THE IDOLM@STER SHINY COLORS Song for Prism 星の声                                    | シャイニーカラーズ | 「星の声」 | ゲーム『アイドルマスター シャイニーカラーズ Song for Prism』テーマソング         |
| 2024年   |                                                                                      | | |                                                                                  |
| 1月24日  | THE IDOLM@STER SHINY COLORS Song for Prism 裸足じゃイラレナイ / 明日もBeautiful Day  | 放課後クライマックスガールズ | 「裸足じゃイラレナイ」 | ゲーム『アイドルマスター シャイニーカラーズ Song for Prism』関連曲               |
| 3月2日   | THE IDOLM@STER SHINY COLORS SOLO COLLECTION -6thLIVE TOUR Come and Unite! part1-     | 杜野凛世（丸岡和佳奈） | 「ハナサカサイサイ」 | ゲーム『アイドルマスター シャイニーカラーズ』関連曲                              |
| 3月2日   | THE IDOLM@STER SHINY COLORS SOLO COLLECTION -6thLIVE TOUR Come and Unite! part2-     | 杜野凛世（丸岡和佳奈） | 「全力アンサー」 | ゲーム『アイドルマスター シャイニーカラーズ』関連曲                              |
| 3月2日   | THE IDOLM@STER SHINY COLORS SOLO COLLECTION -6thLIVE TOUR Come and Unite! part3-     | 杜野凛世（丸岡和佳奈） | 「ひめくりモザイク」 | ゲーム『アイドルマスター シャイニーカラーズ』関連曲                              |
| 4月10日  | THE IDOLM@STER SHINY COLORS ツバサグラビティ                                         | シャイニーカラーズ | 「ツバサグラビティ」 | テレビアニメ『アイドルマスター シャイニーカラーズ』オープニングテーマ            |
| 4月10日  | THE IDOLM@STER SHINY COLORS ツバサグラビティ                                         | 放課後クライマックスガールズ | 「ツバサグラビティ」 | テレビアニメ『アイドルマスター シャイニーカラーズ』関連曲                        |
| 7月10日  | THE IDOLM@STER SHINY COLORS ECHOES 03                                                | 放課後クライマックスガールズ | 「放課後マギア」 「パーティーマジックデザイナー」 「Migratory Echoes」 | ゲーム『アイドルマスター シャイニーカラーズ』関連曲                              |
| 7月27日  | THE IDOLM@STER SHINY COLORS LIVE FUN!! -Beyond the Blue sky part1-                   | 杜野凛世（丸岡和佳奈） | 「ツバサグラビティ」 | テレビアニメ『アイドルマスター シャイニーカラーズ』関連曲                        |
| 10月9日  | THE IDOLM@STER SHINY COLORS プリズムフレア                                           | シャイニーカラーズ | 「プリズムフレア」 | テレビアニメ『アイドルマスター シャイニーカラーズ 2nd season』オープニングテーマ |
| 10月9日  | THE IDOLM@STER SHINY COLORS プリズムフレア                                           | 放課後クライマックスガールズ | 「プリズムフレア」 | テレビアニメ『アイドルマスター シャイニーカラーズ 2nd season』関連曲             |
| 10月30日 | THE IDOLM@STER SHINY COLORS Happy Surprise Trick!                                    | 田中摩美々（菅沼千紗）、白瀬咲耶（八巻アンナ）、杜野凛世（丸岡和佳奈）、大崎甜花（前川涼子）、和泉愛依（北原沙弥香） | 「Midnight parade!」 | テレビアニメ『アイドルマスター シャイニーカラーズ 2nd season』関連曲             |
| 10月30日 | THE IDOLM@STER SHINY COLORS Happy Surprise Trick!                                    | シャイニーカラーズ | 「Poison Berry Daughters」 | テレビアニメ『アイドルマスター シャイニーカラーズ 2nd season』関連曲             |
| 12月25日 | THE IDOLM@STER SHINY COLORS Over the prism                                           | 放課後クライマックスガールズ | 「さあ舞い上がれ」 | テレビアニメ『アイドルマスター シャイニーカラーズ 2nd season』関連曲             |
| 12月25日 | THE IDOLM@STER SHINY COLORS Over the prism                                           | シャイニーカラーズ | 「プリズムフレア -23 colors-」 | テレビアニメ『アイドルマスター シャイニーカラーズ 2nd season』関連曲             |
| 2025年   |                                                                                      | | |                                                                                  |
| 1月29日  | THE IDOLM@STER SHINY COLORS Song for Prism Shower of light / 快盗Vを見逃すな         | 放課後クライマックスガールズ | 「快盗Vを見逃すな」 | ゲーム『アイドルマスター シャイニーカラーズ Song for Prism』関連曲               |

### その他参加楽曲
| 発売日   | 商品名                                                                                            | 歌                                                       | 楽曲                                   | 備考                                                                             |
| 2019年   | 2019年                                                                                            | 2019年                                                   | 2019年                                 | 2019年                                                                           |
| -------- | ------------------------------------------------------------------------------------------------- | -------------------------------------------------------- | -------------------------------------- | -------------------------------------------------------------------------------- |
| 3月31日  | 瞬間シンクロニシティ                                                                              | teaRLove                                                 | 「瞬間シンクロニシティ」               | 『teaRLove』関連曲                                                               |
| 4月28日  | ソライロメロディ                                                                                  | teaRLove                                                 | 「ソライロメロディ」                   | 『teaRLove』関連曲                                                               |
| 6月30日  | 恋するサマーラッシュ                                                                              | teaRLove                                                 | 「恋するサマーラッシュ」               | 『teaRLove』関連曲                                                               |
| 9月28日  | 勇気の翼                                                                                          | teaRLove                                                 | 「勇気の翼」                           | 『teaRLove』関連曲                                                               |
| 12月15日 | 僕らの夢のその先へ                                                                                | teaRLove                                                 | 「僕らの夢のその先へ」                 | 『teaRLove』関連曲                                                               |
| 2020年   |                                                                                                   |                                                          |                                        |                                                                                  |
| 2月22日  | NO IMITATION                                                                                      | teaRLove                                                 | 「NO IMITATION」                       | 『teaRLove』関連曲                                                               |
| 2022年   |                                                                                                   |                                                          |                                        |                                                                                  |
| 3月6日   | 「丸岡和佳奈・菅沼千紗の和び紗びじゅーおーむじん」テーマソング 和び紗び打ち上げじゅーおーむじん！ | 丸岡和佳奈、菅沼千紗                                     | 「和び紗び打ち上げじゅーおーむじん！」 | インターネット番組『丸岡和佳奈・菅沼千紗の和び紗びじゅーおーむじん』テーマソング |
| 12月5日  | 283PRODUCTION UNIT LIVE SETSUNA BEAT ORIGINAL CD                                                  | 河野ひより、白石晴香、永井真里子、丸岡和佳奈、涼本あきほ | 「ハピリリ」                           | ライブイベント『283PRODUCTION UNIT LIVE SETSUNA BEAT』関連曲                     |
| 12月5日  | 283PRODUCTION UNIT LIVE SETSUNA BEAT ORIGINAL CD                                                  | 芝崎典子、河野ひより、涼本あきほ、丸岡和佳奈、黒木ほの香 | 「今しかない瞬間を」                   | ライブイベント『283PRODUCTION UNIT LIVE SETSUNA BEAT』関連曲                     |
| 12月5日  | 283PRODUCTION UNIT LIVE SETSUNA BEAT ORIGINAL CD                                                  | 前川涼子、丸岡和佳奈、田嶌紗蘭、岡咲美保、永井真里子     | 「Black Reverie」                      | ライブイベント『283PRODUCTION UNIT LIVE SETSUNA BEAT』関連曲                     |